# Dobovo
Dobovo este o localitate din comuna Novo mesto, Slovenia, cu o populație de 16 locuitori.